# Saltos ornamentais nos Jogos Pan-Americanos de 2015 - Trampolim de 3 m sincronizado masculino
A competição do trampolim de 3 m sincronizado masculino é um dos eventos dos saltos ornamentais nos Jogos Pan-Americanos de 2015, em Toronto. Foi disputada no  Centro Aquático CIBC Pan e Parapan-Americano nos dias 13 de julho. 

## Calendário
Horário local (UTC-5).
| Data        | Horário | Fase   |
| ----------- | ------- | ------ |
| 13 de julho | 14:25   | Finais |

## Medalhistas
| Ouro   | MEX Jahir Ocampo e Rommel Pacheco          |
| Prata  | CAN Philippe Gagné e François Imbeau-Dulac |
| Bronze | USA Cory Bowersox e Zachary Nees           |

## Resultados

### Final
| Pos.              | Saltador                             | Nacionalidade      | Pontos |
| ----------------- | ------------------------------------ | ------------------ | ------ |
| Medalha de ouro   | Jahir Ocampo Rommel Pacheco          | MEX México         | 438.27 |
| Medalha de prata  | Philippe Gagné François Imbeau-Dulac | CAN Canadá         | 413.37 |
| Medalha de bronze | Cory Bowersox Zachary Nees           | USA Estados Unidos | 385.38 |
| 4                 | César Castro Ian Matos               | BRA Brasil         | 374.61 |
| 5                 | Sebastian Morales Sebastián Villa    | COL Colômbia       | 371.64 |
| 6                 | Edickson Contreras Robert Páez       | VEN Venezuela      | 343.05 |
| 7                 | Diego Carquin Donato Neglia          | CHI Chile          | 324.09 |
| 8                 | Adrian Infante Daniel Pinto          | PER Peru           | 283.47 |